# Вайълет (Peanuts)
Вайълет Грей (Violet Gray) е героиня от поредицата карикатури Peanuts на Чарлс М. Шулц.
Вайълет има тъмна коса до раменете и често носи зелени рокли (а през зимата и по-късно в поредицата панталони). Шулц променя прическата ѝ – ту опашка, ту плитки, но в крайна сметка се спира само на опашката, която някои считат за нейната основна отличителна черта. До толкова рядко тя се появява без опашка, че веднъж в училище Лайнъс е озадачен защо тя си е пуснала косата. Тя казва, че е защото майка ѝ нямала време този ден да я среше, тъй като бързала да отиде в къщата на Лайнъс и да играе билярд с майка му.
Вайълет и Пати са най-добри приятелки и двете започват да се появяват заедно почти от самото начало на карикатурите. Пати е един от първите четирима герои (заедно с Чарли Браун, Шърми и Снупи), а Вайълет е първият нов главен герой добавен към останалите, като дебютът ѝ е на 7 февруари 1951. В тези ранни карикатури Вайълет е подрастващата Сузи Хоуммейкър (името на популярен комплект от играчки, включващ печка, миксер и тн) – прави кексове, играе си на „къща“ и е свързана в романтични истории с Чарли Браун. Вайълет никога няма изграден силен характер, особено в сравнение със следващите трима герои, които са представени след нея (Шрьодер, Луси и Лайнъс). Използвана е главно за закачливи вмятания. Шулц го признава в интервю от 1988 – „Някои герои просто нямат характерите, които представят идеи.“ – казва той за Вайълет, Пати и Шърми. – „Те просто са почти праволинейни.“. Когато героите стават повече, Вайълет е използвана много малко – за да дразни Чарли Браун. Други членове на неговото семейство също не са пощадени от нея – сравнява Чарли Браун с баща ѝ и изрежда дълго какво нейният баща прави по-добре от неговия. Също така Вайълет играе като аутфилдер, понякога и трети бейзмен, в отбора по бейзбол на Чарли Браун и така се появява в карикатурите от време на време.
Най-често проявяващата се черта на Вайълет е частичният ѝ снобизъм, обръща внимание много на външния вид и положението в обществото (лесно се подразбира, че семейството ѝ е от по-висша класа от тази на семействата на останалите герои). Веднъж заповядва на Лайнъс да се облича по-стилно, когато двамата вървят заедно, и той бързо прави от одеялото си шал; често критикува Пиг-Пен, че не може да се поддържа чист. Вайълет често гледа с пренебрежение хора, които не отговарят на социалните ѝ стандарти, по-специално Чарли Браун, на когото казва категорично „Ненужно е да се каже, че си по-нисшестоящо човешко същество.“ (а неговият остър отговор е „Ако е ненужно, защо трябваше да го кажеш?“). Всъщност нейните устни нападки към Чарли Браун (обикновено в тандем с Пати) са понякога по-жестоки от тези на Луси. Класически пример за това е как Вайълет напада Чарли Браун, за пореден път, приключвайки „И не ми пука, ако не те видя отново, чуваш ли ме?“. Очевидно тези нападки са доста зли, тъй като Лайнъс забелязва, че Чарли Браун е наистина наранен. Последният казва, че Вайълет не е изцедила живота от него, „но можеш да ме броиш за ходещите ранени.“. За разлика от Луси, Вайълет само понякога напада физически Чарли Браун. В една неделна карикатура разбеснялата се Вайълет преследва Чарли Браун, той я спира и се опитва да я убеди, че има по-добри начини да разрешиш проблемите, освен с гняв. Накрая, Вайълет го удря по средата на речта му и казва на Пати в последната кутийка от карикатурата „Трябваше бързо да го ударя. Започваше да говори смислено!“.
Обидите на Луси са безцеремонни, нарича го „тъпак“ и му прави саркастични забележки. Пати и Вайълет, от друга страна, използват социалния статус като тяхно оръжие, като правят всичко възможно той да се чувства отхвърлен от обществото. Веднъж го канят да се включи в техния „таен клуб“, но оттеглят поканата, когато той приема. В една от по-ранните неделни карикатури Пати и Вайълет карат Чарли Браун и Шърми да строят къщичката им за клуба, но впоследствие поставят знак „Забранено за момчета“ на вратата, когато всичко е построено. В няколко случая, особено в началните години от съществуването от поредицата карикатури, двете правят всичко възможно, за да може Чарли Браун да разбере, че правят парти, на което той не е поканен. По този начин те могат да бъдат определени като „команиите“, които се събират в училище и които важничат със социалния си статус пред тези, които го нямат.
Последната официална поява на Вайълет в Peanuts е на 16 ноември 1984, но безименни героини, много приличащи на нея, се появяват. Тя участва и в няколко специални анимационни епизода.

## Интересни факти
- Едно от хобитата на Вайълет е колекционирането на марки;
- Вайълет, а не Луси, е първият герой, който не позволява на Чарли Браун да ритне топката (това става на 14 ноември 1951). Тя я пуска от страх, че той ще ритне нея;
- Рожденият ден на Вайълет е неофициално празнуван на 17 юни. Чарли Браун и Пиг-Пен отиват на парти по случай рождения ѝ ден през 1962;
- Според някои карикатури от 1950-те, Вайълет се страхува от паяци и пчели;